# Michael Ondaatje
Philip Michael Ondaatje (født 12. september 1943 i Ceylon) er en canadisk forfatter og digter.

## Udvalgte bøger
- Coming Thru Slaughter (1976)
- In the Skin of a Lion (1987)
- The English Patient (1992, oversat 1993 til dansk med titlen: Den engelske patient – filmatiseret 1996)
- Anil's Ghost (2000)
- Divisadero (2007)
- The Cat's Table (2011, oversat 2014 til dansk med titlen: Kattens bord)

1. ↑  Navnet er anført på svensk og stammer fra Wikidata hvor navnet endnu ikke findes på dansk.